# Велика Долина (Словенія)
Велика Долина (словен. Velika Dolina) — поселення в общині Брежиці, Споднєпосавський регіон, Словенія. Висота над рівнем моря: 250,7 м.